# Акустичне дзеркало

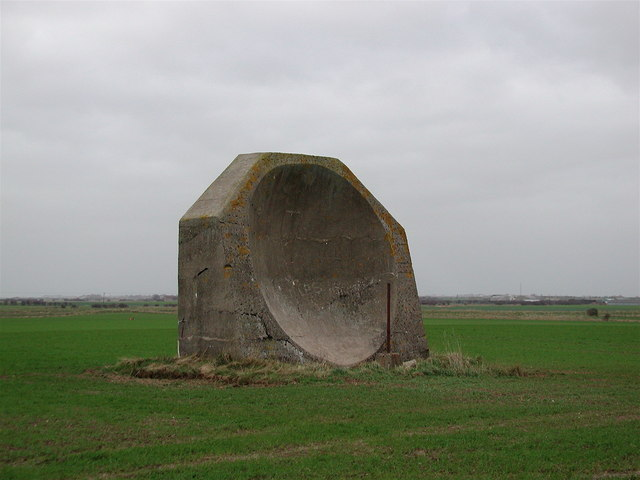
4,5-метрове акустичне дзеркало з бетону біля с. Кілнсі, Східний Йоркшир, Велика Британія.

Акустичне дзеркало (англ. Acoustic mirror) — пасивний пристрій, призначений для відбиття і фокусування звукових хвиль.

## Історія
У період між Світовими війнами, до винаходу радара, параболічні акустичні дзеркала використовувалися військовими силами ППО для забезпечення завчасного попередження про надходження повітряних суден супротивника шляхом виявлення звуку їх двигунів. Під час Першої світової війни на південному узбережжі Англії відбувався процес будівництва мережі великих бетонних акустичних дзеркал, але проект був відмінений внаслідок розвитку нової радіолокаційної станції Chain Home. Багато з цих дзеркал все ще стоять на місці їх зведення.